# Peritelus rusticus
Espèce
Peritelus rusticus est une espèce d'insectes coléoptères de la famille des Curculionidae qui s'attaque à la vigne.

## Description
Cette espèce mesure de 5 à 6 millimètres de longueur. La partie supérieure du corps est recouverte d'écailles grises ou gris jaunâtre, rarement blanchâtres, sans dessins distincts. Ses antennes sont longues et fines. Les espaces entre les rainures des élytres sont recouverts de soies bien visibles.